# Palasvihir
Palasvihir fou un estat tributari protegit del districte de Khandesh, a la presidència de Bombai, en el grup anomenat Estats Dangs. Tenia una població de 300 habitants, amb uns ingressos estimats de 24 lliures. El sobirà vers el 1880 era Hapsing Lalsing, un bhil de prop de 50 anys amb residència a Kukadnadi. La successió seguia el principi de primogenitura